# گالیویل (آریزونا)
گالیویل (به انگلیسی: Galeyville) یک منطقهٔ مسکونی در ایالات متحده آمریکا است که در آریزونا واقع شده است. گالیویل ۱٬۷۴۷ متر بالاتر از سطح دریا واقع شده است.